# Kölmal
Kölmal (Platydoras costatus) är en fiskart som först beskrevs av Carl von Linné 1758.  Kölmal ingår i släktet Platydoras och familjen Doradidae. Inga underarter finns listade i Catalogue of Life.